# Marie-Jeanne Riccoboni
Marie-Jeanne Riccoboni (ur. 25 października 1713 w Paryżu, zm. 6 stycznia 1792 tamże) – francuska pisarka, publicystka i aktorka.

## Życiorys
Urodziła się 25 października 1713 w Paryżu, w rodzinie Marie-Marguerite Dujac i Christophe’a de Heurles du Laboras. Została ochrzczona w parafii Saint-Eustache (współcześnie rejon Les Halles). Jej ojciec został skazany za bigamię, przez co Marie-Jeanne uznano za nieślubne dziecko i skierowano do szkoły przygotowującej do życia w klasztorze, którą udało się jej opuścić w wieku czternastu lat.
7 lipca 1734 poślubiła dziesięć lat starszego aktora Antoine-François Riccoboni, syna dyrektora teatru Comédie-Italienne, w którym zaczęła później grać. Choć jej kariera teatralna była udana, sama jednak przyznawała, że nie miała wiele talentu aktorskiego. Jej pierwszym dziełem literackim była kontynuacja powieści Życie Marianny Pierre’a de Marivaux, którą napisała w 1751 roku by udowodnić, że można podrobić rzekomo niepodrabialny styl autora. Dzieło spotkało się z powszechną aprobatą, a sam Marivaux doprowadził do wydania tekstu w 1761 roku.
W 1755 roku rozstała się z mężem ze względu na jego wybuchowy charakter i wyprowadziła się do przyjaciółki, aktorki Thérèse Biancolelli, z którą mieszkała do końca życia. Pomimo separacji, Marie-Jeanne nadal spłacała długi męża i zaopiekowała się nim, gdy był na łożu śmierci. Małżeństwo nie miało dzieci.
Jej pierwszą publikacją była powieść epistolarna Lettres de Mistriss Fanni Butlerd (1757), do której inspirację prawdopodobnie stanowił romans pisarki z hrabią Maillebois. Fragment powieści, w którym po raz pierwszy znalazła się feministyczna polemika charakterystyczna dla stylu Riccoboni, ukazał się w styczniu 1757 w „Mercure de France”. W następnej powieści, L’Histoire du marquis de Cressy, żeński narrator wszystkowiedzący opisuje historię męskiej zdrady oraz żeńskiej przyjaźni i rywalizacji. W kolejnym dziele, Lettres de Juliette Catesby à Milady Henriette Campley, Riccoboni wróciła do formy powieści epistolarnej, choć pisanej lżejszym tonem niż jej debiut. Po roku od publikacji, powieść ukazała się po angielsku w tłumaczeniu Frances Brooke.
Dzięki popularności trzech pierwszych powieści Riccoboni mogła pozwolić sobie na zakończenie kariery aktorskiej w 1761 roku, by skupić się na pisaniu. Obracała się w kręgach intelektualistów, bywając m.in. u Paula d’Holbacha, czy Helwecjusza. Poznała także brytyjskich filozofów Adama Smitha i Davida Hume’a, z którym prowadziła korespondencję. Publikowała w dwutygodniku „Le Monde” pod pseudonimem L’Abeille (Pszczoła), wzorując się na formach uprawianych w brytyjskich czasopismach „The Spectator” i „The Tatler”. Jej teksty dotyczyły dychotomii kobieta-mężczyzna i roli kobiety w społeczeństwie, w którym dominującą rolę mieli mężczyźni. Punktowała społeczne nierówności, zwracając uwagę na odpowiedzialność mężczyzn za niesprawiedliwe traktowanie kobiet.
Po ukończeniu współpracy z „Le Monde”, Riccoboni zajęła się przekładem. Napisała wolny przekład powieści Amelia Henry’ego Fieldinga, który po polsku ukazał się pod tytułem Awantura Amalii (1787). Wraz z Biancolelli przetłumaczyła pięć sztuk teatralnych, które ukazały się w latach 1768–1769. Pisała także kolejne powieści, takie jak długą i ponurą Histoire de Miss Jenny (1764) i pogodniejszą Histoire d’Ernestine (1765).
Zmarła 6 stycznia 1792, została pochowana w paryskiej parafii Saint-Eustache.

## Twórczość
- 1757: Lettres de Mistriss Fanni Butlerd
- 1759: L’Histoire du marquis de Cressy
- 1759: Lettres de Juliette Catesby à Milady Henriette Campley, wyd. pol.: Listy Milady Iulyi Katesby Do Milady Heleny Kambley Przyjaciołki Swoiey (1778)[7]
- 1764: Histoire de Miss Jenny
- 1765: Histoire d’Ernestine, wyd. pol.: Awantura Ernestyny (1787)[7]
- 1767: Lettres d’Adélaïde de Dammartin, comtesse de Sancerre, au comte de Nancé, son ami[8]
- 1772: Lettres d’Élisabeth Sophie de Vallière à Louise Hortense de Canteleu, son amie[3], wyd. pol.: Awantura Elżbiety pisana y posłana przez nią samą do Imć Pani de Roscomond posłowy Angielskiey na dworze Danemarku (1790)[7]
- 1777: Lettres de Milord Rivers à Sir Charles Cardigan[9]